# Anosibea
Anosibea is een geslacht van wantsen uit de familie van de Miridae (Blindwantsen). Het geslacht werd voor het eerst wetenschappelijk beschreven door José Cândido de Melo Carvalho in 1953.

## Soorten
Het genus is monotypisch en bevat alleen de volgende soort:

- Anosibea orthotyloides Carvalho, 1953